# Tôi đi giữa hoàng hôn
"Tôi đi giữa hoàng hôn" là một bài hát tình khúc 1954–1975 nổi tiếng của nhạc sĩ Văn Phụng, viết tặng cho nữ danh ca Châu Hà. Ngoài ra, nữ danh ca Châu Hà đã từng thể hiện bài hát này lần đầu trên sóng Đài phát thanh Sài Gòn, giúp cho nữ ca sĩ Châu Hà nên duyên vợ chồng với nhạc sĩ Văn Phụng.

## Hoàn cảnh sáng tác
Năm 1954, Châu Hà lấy chồng đầu tiên, sau đó vào miền Nam. Cũng trong năm này, nhạc sĩ Văn Phụng di cư vào Sài Gòn và gặp được nữ ca sĩ Châu Hà trong đài phát thanh. Hai người đã từng muốn nối lại tình xưa, tuy nhiên lúc này chưa thể thành đôi. Trong tâm trạng trên, nhạc sĩ Văn Phụng viết bài hát Tôi đi giữa hoàng hôn để nói về mối tình với nữ ca sĩ Châu Hà khi xa cách.
Sau khi nhạc phẩm này được xuất bản, nữ ca sĩ Châu Hà đã hát bài này đầu tiên trên sóng đài phát thanh, và nhờ bài hát này mà nhạc sĩ Văn Phụng và ca sĩ Châu Hà mới chính thức trở thành vợ chồng.

## Nội dung
Lời bài hát mang nỗi buồn của một nguời đàn ông, đã yên bề gia thất nhưng vẫn vương vấn tình xưa.
Tôi đi giữa hoàng hôn

Khi ánh chiều buông, khi nắng còn vương...

Một mình tôi ngắm cánh chim lạc loài

Mà lòng mình thấy u hoài....

## Trình bày và phổ biến
Sau khi bài hát được ra đời, ca sĩ Châu Hà là người trình bày đầu tiên bài Tôi đi giữa hoàng hôn trên sóng Đài phát thanh Sài Gòn và đĩa 45 vòng. Một số ca sĩ hải ngoại và ca sĩ trong nước đã trình diễn bài này khá nhiều lần. Gần đây, trong một liveshow, ca sĩ Mỹ Tâm đã trình bày bài hát này.

### Xuất hiện trong các chương trình đại nhạc hội
- Khánh Hà - Paris By Night 27
- Trần Thái Hòa - Paris By Night 75
- Trịnh Nam Sơn - Asia 4

### Ảnh hưởng
Trong một chương trình thời trang, có một công ty đã lấy tên bài hát này ra để trình diễn, và được ca sĩ Tuấn Ngọc trình diễn trong chương trình cùng tên.
Năm 2019, đã có một ca sĩ ra album mới, đặt tên theo bài hát "Tôi đi giữa hoàng hôn".